# ФК Борац Бања Лука
ФК Борац Бања Лука је фудбалски клуб из Бање Луке, у Републици Српској, односно БиХ. Основан је 1926. године. Тренутно игра у Премијер лиги БиХ, коју је освајао три пута, а био је и учесник осмине финала Лиге конференције, освајач је и Купа Југославије, те Митропа купа.
Борац је у својој дугогодишњој историји, први трофеј Купа Југославије освојио 11. маја 1988. године после побједе у финалу против Црвене звезде на стадиону ЈНА. Први европски трофеј Митропа куп, бањалучки тим је освојио 1992. године победивши у финалу мађарску екипу ВСК из Будимпеште.
У сезони 2009/10. освојио је Куп Босне и Херцеговине и тако изборио пласман у европска такмичења након 18 година. Већ наредне сезоне 2010/11. постао је првак БиХ, чиме је изборио свој први наступ у квалификацијама за Лигу шампиона, а у сезони 2025/26. забиљежиће и девети постратни излазак у европска клупска такмичења.
Фудбалски клуб Борац је пет пута био шампион Републике Српске, а шест пута је освајао Куп Републике Српске.
На европско прољеће чекао је до сезоне 2024/25. када је по први пут обезбиједио пролаз у групну фазу једног УЕФА такмичења, а након што је у доигравању Лиге конференције избацио љубљанску Олимпију, заустављен је у осмини финала од бечког Рапида.

## Историја

### Оснивање и прве године
Клуб је основала група трговачких помоћника који су се окупљали у гостионици „Путник“ у Бањој Луци по договору из средине 1925. године. Због тога се полемише да ли је клуб основан 1925. или 1926. године. Оснивачка скупштина клуба одржана је 4. јула 1926. године. По томе Борац спада у најстарије клубове у Босни и Херцеговини. Разговору су присуствовали: Миле и Бране Стефановић, Никола и Миле Пуцар, Бранко и Божидар Илић, Руди Хитер, Мустафа Софтић, Здравко Шербл, Саво Новаковић, Жарко Врањешевић, Емил Зрелец и још неколико младића, углавном трговачких помоћника. Многи од њих су са оснивањем клуба вјеровали да ће тим организовањем моћи боље и успјешније да се боре и изборе за своја радничка права. Многи савременици тих догађања су тврдили да је, у неку руку, Веселин Маслеша дао име клубу.
Ако се борите, уколико ћете се борити за своја радничка права зашто да вам се клуб не зове Борац!— Веселин Маслеша
По томе је клуб добио своје прво име Раднички спортски клуб Борац. За предсједника РСК Борац изабран је Рудолф-Руди Хитер, потпредсједник је био Саво Новаковић, Мустафа Софтић био је први, а Никола Куковић други секретар. За благајнике су изабрани: Милан Петровић (први), Душан Балабан (други). У управи су још били: Вјекослав Ротквић, Милош Јовановић, Омер Исовић, Божидар Илић, Александар Ковач, Душан Петровић, Миливоје Ковачевић. Том приликом изабран је и Надзорни одбор а њега су сачињавали: Ђоко Јовановић (предсједник), Драгутин Волк, Бранко Кривокућа, Милан Прица, Јозо Зеба.
О првим наступима Борца нема много података, јер се по оснивању налазио у сјенци тада најпопуларнијег бањалучког клуба Крајишника, међутим остала је сачувана успомена о првом пехару, освојеном на слетском такмичењу у Сарајеву 1928. године, када су у финалу побиједили теслићки Пролетер са 4:1. Освојени пехар се чува у Трофејној сали Градског стадиона Бања Лука.
Неколико пута је рад клуба био забрањиван, али никада није био у потпуности прекидан. Борац је тих година углавном играо у регионалним такмичењима тадашње Врбаске бановине, све до настанка НДХ-а, када је клуб затворен, а за Бањалуку наступиле тешке и мрачне године.

### Након Другог светског рата
Борац је 1950. године ступио на југословенску фудбалску сцену као трећелигаш. Прво је у квалификацијама на регионалном нивоу БиХ освојио прво место, испред Челика из Зенице и Радника из Бијељине. Уследиле су квалификације са Ловћеном са Цетиња и Шибеником, које су успешно преброђене. Тако је Борац од 1958. године постао друголигаш. За све то време његове боје су бранили играчи као што су Ото Бојер, Александар Мастела, Васо Тешановић Тица, Осман Спахо, Душко Радаковић, Мухамед Крајишник, Лојзо Поповић, Перо Бањац и многи други, а од млађих су се истицали Томо Кнез и Велимир Сомболац, који су касније остварили успешне фудбалске каријере.
У међувремену, Борац је играо и квалификације за учешће у Првој савезној лиги, али није успео. На велики успех у Бањалуци се чекало до 11. јуна 1961. године када је Борац постао прволигаш. На последњој утакмици те сезоне савладали су Карловац у Бањалуци са убедљивих 7:1. Оставили су иза себе Жељезничар из Сарајева. Тај историјски резултат остварила је генерација која је најчешће играла у саставу: Колак, Кривокућа, Куленовић, Шврака, Јурић, Касумовић, Јанковић, Миљуш, Везмар, Спасојевић, Томљеновић, Тимотијевић и Кнез.
Подвиг који је постигнут уласком у Прву лигу, није био валоризован пошто је Борац играо слабо у својој првој прволигашкој сезони. Из клуба је отишао Томо Кнез, а млади играчи који нису били најсрећније уклопљени у нову средину се нису снашли. На крају сезоне, Борац је завршио на зачељу табеле и вратио се у другу лигу. Након тога из године у годину, Борац је таворио у другој лиги, остали клубови су тада били успешнији и одлазили у прволигашко друштво.
У лето 1970. године Борац је играо незаборавне квалификације против Осијека и Борца из Чачка. У утакмици одлуке у Чачку остварио је победу голом Фазлића од 1:0 и поново постао прволигаш. Клуб је постигао велики успех када је дошао до финала Купа Југославије 1974. године. Поражен је од Хајдука са 0:1, али с обзиром да су Сплићани те године били прваци, Бањалучани су по први пут осигурали пласман на међународну сцену у Купу победника купова.
Борац је на жребу извукао за ривала Римеланж из Луксембурга. Деби у Европи је био као из снова. Силно мотивисан првим изласком на међународну сцену, Борац је нанео ривалу праву катастрофу победом од 9:0. Остаће записано да је први гол за Борац на европској сцени дао Милош Цетина у 6. минуту, а истински јунак првог међународног наступа био је Мухамед Ибрахимбеговић - Фишер, који је постигао чак 5 погодака. Касније су поражени од белгијског Андерлехта. У првом мечу на стадиону Хејсел пред 30.000 гледалаца, Андерлехт је био бољи, остварио победу од 3:0, да би Борац славио победом Ибрахимбеговића у реваншу пред пуним Градским стадионом.

### Освајање Купа Југославије
Свој највећи успјех у Југославији, Борац је постигао освојивши Куп Маршала Тита, побиједивши у финалу у Београду, на стадиону ЈНА, Црвену звезду резултатом 1:0. Борац је куп освојио као друголигаш, и по том је био јединствен у историји тог такмичења.
Поход Бањалучана ка пехару победника Купа започео је годину дана раније, тачније 6. маја 1987, када је Борац у Дубици савладао Радник са 9:0. Потом су редом падали Козара из Градишке, јајачка Електробосна, Рудар из Приједора, Јединство из Бихаћа, требињски Леотар, Осијек, суботички Спартак, новосадска Војводина, Приштина и на крају београдска Црвена звезда. Финална утакмица је остала упамћена по томе што је голман Слободан Каралић одбранио пенал Драгану Стојковићу Пиксију. Гол којим је Борац освојио куп, постигао је нападач Сенад Лупић.
| Клуб                                     | Резултат | Клуб |
| ---------------------------------------- | --- | --- |
| Борац Бања Лука                          | 1 : 0 | Црвена звезда |
| Датум                                    | 11. мај 1988. | 11. мај 1988. |
| Стадион                                  | Стадион ЈНА, Београд | Стадион ЈНА, Београд |
| Гледалаца                                | 25.000 | 25.000 |
| Судија                                   | Блажо Зубер, Бачка Паланка | Блажо Зубер, Бачка Паланка |
| Борац Бања Лука (тренер: Хуснија Фазлић) | Слободан Каралић, Стојан Малбашић, Марио Матаја, Милорад Билбија, Звонко Липовац, Дамир Шпица, Амир Дургутовић (74' Миле Шијаковић), Божур Матејић, Суад Беширевић, Ненад Поповић, Сенад Лупић (88' Владо Лемић)        | Слободан Каралић, Стојан Малбашић, Марио Матаја, Милорад Билбија, Звонко Липовац, Дамир Шпица, Амир Дургутовић (74' Миле Шијаковић), Божур Матејић, Суад Беширевић, Ненад Поповић, Сенад Лупић (88' Владо Лемић)        |
| Црвена звезда (тренер: Велибор Васовић)  | Стеван Стојановић, Слободан Маровић, Горан Јурић, Славко Радовановић, Миодраг Кривокапић, Горан Милојевић, Роберт Просинечки, Жарко Ђуровић (71' Дејан Јоксимовић), Борислав Цветковић, Драган Стојковић, Драгиша Бинић | Стеван Стојановић, Слободан Маровић, Горан Јурић, Славко Радовановић, Миодраг Кривокапић, Горан Милојевић, Роберт Просинечки, Жарко Ђуровић (71' Дејан Јоксимовић), Борислав Цветковић, Драган Стојковић, Драгиша Бинић |
| Стрелци                                  | 1:0 Лупић 60' | 1:0 Лупић 60' |

### Победник Митропа купа
Борац се 1988. године по други пут у својој историји нашао у европским такмичењима и поново у Купу победника купова. Бањалучани су започели такмичење без тренера са којим су освојили Куп, Фазлића, који је поднео оставку, а на његово место је дошао Јосип Куже. За ривала у првом колу Борац је добио Металист из Харкова који је за све на Градском стадиону био велика непознаница. Дана 7. септембра 1988. Борац је као домаћин победио резултатом 2:0 головима Владе Лемића и Звонка Липовца. У реваншу Металист је победио са 4:0 и прошао у следеће коло.
Борац се вратио у Прву савезну лигу сезоне 1989/90, чији је био члан све до распада СФРЈ. У сезони 1990/91. Борац је освојио четврто место у првенству, и на основу тог пласмана стекли су право на наступ у Митропа купу у италијанском граду Фођа 1992. године.
Те 1992. године рат у Југославији је увелико почео, а фудбалери Борца су се припремали за одлазак у Италију, где је одржан Митропа куп. Бањалучани су освојили трофеј захваљујући бољем извођењу пенала у полуфиналу против домаће Фође (2:2, 2:4) и у финалу против Вашуташа (1:1, 3:5).

### Титуле у првенству и купу
Уследиле су три године од 1992. до 1995. када је клуб играо у лигама Савезне Републике Југославије, а Борац своје домаће утакмице играо у Ваљеву и за то време одиграо чак 116 утакмица.
Након тога су Бањалучани почели да наступају у такмичењима под окриљем Фудбалског савеза Републике Српске. Борац је укупно четири пута био шампион Републике Српске, а пет пута је освајао Куп (1994/95, 1995/96, 2008/09 и 2010/11). Остале су упамћене утакмице финала Купа Републике Српске из 1995. и 1996. године, када је Борац победио екипе Рудара из Приједора и брчанског Јединства, а реванш финала из 1995. године са Градског стадиона преносио је тада канал Еуроспорт.
Године 2010. Борац је освојио Куп БиХ и на тај начин, након 18 година изборио наступ у европским такмичењима. У другом колу квалификација за Лигу Европе Борац је играо против швајцарске екипе Лозане; у првом мечу у Лозани победили су Швајцарци (1:0), док је реванш у Бањалуци завршио нерешено (1:1), тако да је Борац елиминисан из даљег такмичења.
Годину касније, Борац је постао шампион Премијер лиге БиХ. У оквиру квалификација за Лигу шампиона, Борац је одмерио снаге са израелским Макабијем из Хаифе. У првом мечу у Хаифи, Борац је повео голом Бориса Распудића у 24. минуту, све до 68. минута је имао повољан резултат (1:1) пред реванш у Бањалуци, али су домаћини до краја искористили деконцентрацију Борчевих играча и у наредних 12 минута постигли четири гола. У реванш утакмици у Бањалуци, Борац је савладао израелског шампиона са 3:2. Два гола у тој утакмици постигао је Бранислав Крунић, док је једном погодио Немања Видаковић.

## Грб кроз историју
- 1976. године, обиљежавање 50 год. од оснивања.
- 1993—95.
- 1996—тренутно.

## Стадион
Градски стадион у Бањој Луци је вишенамјенски стадион. Тренутно се користи највише за фудбалске мечеве и он је домаћи терен Борца Бања Лука.
Стадион има капацитет од 10.030 мјеста, запад 2.912, сјевер 2.492, исток 4.326, југ 300 и на њему је одиграно неколико значајних међународних утакмица.
- Поглед на Градски стадион
- Помоћни терен

## Навијачи
Лешинари су организована навијачка група првенствено ФК Борац, али повремено прате и друге спортске колективе који носе Борчево име — кошаркаше и рукометаше. Смјештени су били у првих 30 година постојања на источној трибини стадиона, а од сезоне 2017/18. налазе се на сјеверној трибини. Први пут се појављују њихови транспаренти на стадиону 18. новембра 1987. године, на утакмици купа између Борца и новосадске Војводине. Прате фудбалере Борца како на домаћим тако и на свим гостујућим утакмицама. Поред праћења фудбалског клуба памте се и одличне спортске атмосфере које су стварали бодрећи рукометаше и кошаркаше Борца нарочито у Европским утакмицама. Имају посебне пријатељске односе са навијачком групом Фирма из Новог Сада и навијачима италијанске Ђенове.
- „Лешинари” на трибини
- Борац—Жељезничар 2009. године

## Успјеси
| Такмичење                                | Такмичење                 | Број                      | Година                                                          |                           |                           |
| Првенство СФР Југославије                | Првенство СФР Југославије | Првенство СФР Југославије | Првенство СФР Југославије                                       | Првенство СФР Југославије | Првенство СФР Југославије |
| ---------------------------------------- | ------------------------- | ------------------------- | --------------------------------------------------------------- | ------------------------- | ------------------------- |
| Првенство СФР Југославије                | Првак                     | 0                         | /                                                               |                           |                           |
| Првенство СФР Југославије                | Четврти                   | 1                         | 1990/91.                                                        |                           |                           |
| Друга савезна лига Југославије у фудбалу | Првак                     | 2                         | 1960/61, 1974/75.                                               |                           |                           |
| Друга савезна лига Југославије у фудбалу | Вицепрвак                 | 3                         | 1968/69, 1969/70, 1988/89.                                      |                           |                           |
| Првенство Босне и Херцеговине - 3        |                           |                           |                                                                 |                           |                           |
| Првенство Босне и Херцеговине            | Првак                     | 3                         | 2010/11, 2020/21, 2023/24.                                      |                           |                           |
| Првенство Босне и Херцеговине            | Вицепрвак                 | 2                         | 2022/23, 2024/25.                                               |                           |                           |
| Првенство Босне и Херцеговине            | Трећи                     | 4                         | 2009/10, 2011/12, 2012/13, 2021/22.                             |                           |                           |
| Куп такмичење - 2                        |                           |                           |                                                                 |                           |                           |
| Куп СФР Југославије                      | Побједник                 | 1                         | 1987/88.                                                        |                           |                           |
| Куп СФР Југославије                      | Финалиста                 | 1                         | 1973/74.                                                        |                           |                           |
| Куп Босне и Херцеговине                  | Побједник                 | 1                         | 2009/10.                                                        |                           |                           |
| Куп Босне и Херцеговине                  | Финалиста                 | 3                         | 2003/04, 2020/21, 2023/24.                                      |                           |                           |
| Прва лига и Куп РС - 12                  |                           |                           |                                                                 |                           |                           |
| Прва лига Републике Српске               | Првак                     | 5                         | 2000/01, 2005/06, 2007/08, 2016/17, 2018/19.                    |                           |                           |
| Прва лига Републике Српске               | Други                     | 1                         | 1997/98.                                                        |                           |                           |
| Куп Републике Српске                     | Побједник                 | 7                         | 1994/95, 1995/96, 2008/09, 2010/11, 2011/12, 2022/23., 2024/25. |                           |                           |
| Куп Републике Српске                     | Финалиста                 | 2                         | 2007/08, 2012/13.                                               |                           |                           |
| Европски трофеји - 1                     |                           |                           |                                                                 |                           |                           |
| Митропа куп                              | Побједник                 | 1                         | 1992.                                                           |                           |                           |
| Митропа куп                              | Финалиста                 | 0                         | /                                                               |                           |                           |
| Митропа куп                              | полуфинале                | 0                         | /                                                               |                           |                           |

Напомене:
- 1946. Борац је постао вицешампион Републичке лиге БиХ, која је те сезоне била први степен такмичења за клубове из БиХ и квалификаторна лига за Прву савезну лигу СФРЈ која је формирана од сезоне 1946/47. Иако једнак међусобни скор и боља гол разлика од Жељезничара, Борац је био вицешампион јер је по тадашњим пропозицијама имао слабији укупни количник голова (6:5=1,2) напрема Жељезничарових (4:3=1,33).
- 1953. Првак Републичке лиге (3. степен такмичења) и од тада до распада Југославије стално је играо или 2. степен (који се звао различитим именима: Зона А, Републичка лига, Друга лига група Запад, Друга савезна лига) или 1. степен такмичења (Прва савезна лига Југославије - 15 сезона).

## Статистика

### Сезоне ФК Борац
Сезоне након почетка такмичења у Премијер лиги Босне и Херцеговине.
| Сезона  | Лига      | Лига | Лига | Лига | Лига | Лига | Лига | Лига | Лига | Куп РС | Куп БиХ | Европска такмичења              | Европска такмичења | Најбољи стријелац  | Најбољи стријелац |
| Сезона  | Лига      | ИГ   | Д    | Н    | ИЗ   | ГД   | ГП   | Б    | ПЛ   | Куп РС | Куп БиХ | Европска такмичења              | Европска такмичења | Играч              | Голова            |
| ------- | --------- | ---- | ---- | ---- | ---- | ---- | ---- | ---- | ---- | ------ | ------- | ------------------------------- | ------------------ | ------------------ | ----------------- |
| 2002–03 | Премијер  | 38   | 16   | 6    | 16   | 50   | 49   | 54   | 7    | 1/16   | 1/4     | Н/Д                             | Н/Д                |                    |                   |
| 2003–04 | Премијер  | 30   | 11   | 6    | 13   | 40   | 42   | 39   | 7    | 1/8    | Ф       | Н/Д                             | Н/Д                |                    |                   |
| 2004–05 | Премијер↓ | 30   | 13   | 2    | 15   | 36   | 39   | 40*  | 15   | 1/8    | 1/8     | Н/Д                             | Н/Д                |                    |                   |
| 2005–06 | 1. РС↑    | 30   | 19   | 5    | 6    | 50   | 19   | 62   | 1    | 1/2    | 1/8     | Н/Д                             | Н/Д                |                    |                   |
| 2006–07 | Премијер↓ | 30   | 13   | 0    | 17   | 42   | 47   | 39   | 15   | 1/8    | 1/4     | Н/Д                             | Н/Д                | Драган Бенић       | 19                |
| 2007–08 | 1. РС↑    | 30   | 21   | 4    | 5    | 62   | 29   | 67   | 1    | Ф      | 1/16    | Н/Д                             | Н/Д                | Мирослав Рикановић | 16                |
| 2008–09 | Премијер  | 30   | 15   | 4    | 11   | 45   | 26   | 49   | 5    | П      | 1/16    | Н/Д                             | Н/Д                | Стојан Врањеш      | 5                 |
| 2009–10 | Премијер  | 30   | 17   | 2    | 11   | 37   | 29   | 53   | 3    | 1/8    | П       | Н/Д                             | Н/Д                | Немања Билбија     | 6                 |
| 2010–11 | Премијер  | 30   | 19   | 7    | 4    | 37   | 15   | 64   | 1    | П      | 1/8     | Лига Европе                     | 2. К               | Стево Николић      | 10                |
| 2011–12 | Премијер  | 30   | 17   | 4    | 9    | 46   | 26   | 55   | 3    | П      | 1/2     | Лига шампиона                   | 2. К               | Саша Кајкут        | 9                 |
| 2012–13 | Премијер  | 30   | 14   | 9    | 7    | 43   | 25   | 51   | 3    | Ф      | 1/16    | Лига Европе                     | 1. К               | Јоцо Стокић        | 12                |
| 2013–14 | Премијер  | 30   | 13   | 6    | 11   | 39   | 32   | 45   | 6    | 1/16   | 1/8     | Н/Д                             | Н/Д                | Јоцо Стокић        | 10                |
| 2014–15 | Премијер  | 30   | 14   | 7    | 9    | 26   | 26   | 49   | 5    | 1/8    | 1/2     | Н/Д                             | Н/Д                | Јоцо Стокић        | 10                |
| 2015–16 | Премијер↓ | 30   | 10   | 6    | 14   | 27   | 33   | 36   | 11   | 1/8    | 1/4     | Н/Д                             | Н/Д                | Тони Јовић         | 6                 |
| 2016–17 | 1. РС↑    | 32   | 25   | 6    | 1    | 61   | 47   | 81   | 1    | 1/4    | 1/16    | Н/Д                             | Н/Д                | Иван Делић         | 12                |
| 2017–18 | Премијер↓ | 32   | 10   | 8    | 14   | 22   | 31   | 38   | 9    | 1/8    | 1/8     | Н/Д                             | Н/Д                | Петар Кунић        | 12                |
| 2018–19 | 1. РС↑    | 32   | 25   | 5    | 2    | 58   | 14   | 80   | 1    | 1/4    | 1/4     | Н/Д                             | Н/Д                | Саша Кајкут        | 13                |
| 2019–20 | Премијер  | 22   | 10   | 6    | 6    | 29   | 23   | 36   | 4    | 1/8    | 1/4     | Н/Д                             | Н/Д                | Стојан Врањеш      | 12                |
| 2020–21 | Премијер  | 33   | 21   | 4    | 8    | 59   | 31   | 67   | 1    | 1/16   | Ф       | Лига Европе                     | 2. К               | Стојан Врањеш      | 15                |
| 2021–22 | Премијер  | 33   | 13   | 15   | 5    | 44   | 34   | 54   | 3    | 1/2    | 1/4     | Лига шампиона Лига конференције | 1. К 2. К          | Стојан Врањеш      | 10                |
| 2022–23 | Премијер  | 33   | 18   | 4    | 11   | 39   | 32   | 58   | 2    | П      | 1/8     | Лига конференције               | 1. К               | Момчило Мркаић     | 10                |
| 2023–24 | Премијер  | 33   | 24   | 6    | 3    | 68   | 26   | 78   | 1    | 1/8    | Ф       | Лига конференције               | 1. К               | Јово Лукић         | 12                |
| 2024–25 | Премијер  | 33   | 26   | 3    | 4    | 58   | 13   | 81   | 2    | П      | 1/2     | Лига шампиона                   | 2 К.               | Ђорђе Деспотовић   | 15                |
| 2024–25 | Премијер  | 33   | 26   | 3    | 4    | 58   | 13   | 81   | 2    | П      | 1/2     | Лига Европе                     | ПО                 | Ђорђе Деспотовић   | 15                |
| 2024–25 | Премијер  | 33   | 26   | 3    | 4    | 58   | 13   | 81   | 2    | П      | 1/2     | Лига конференције               | 1/8                | Ђорђе Деспотовић   | 15                |

| Лига: ИГ = Играли утакмица; Д = Добили; Н = Неријешено; ИЗ = Изгубили; ГД = Голова дали; ГП = Голова примили; Б = Бодова; ПЛ = Пласман; |

|  | Први ниво  |
|  | Други ниво |

## ФК Борац у европским такмичењима
| Сезона   | Такмичење            | Коло          | Клуб               | Дом.          | Гост          | Укупно                |
| -------- | -------------------- | ------------- | ------------------ | ------------- | ------------- | --------------------- |
| 1975/76. | Куп победника купова | 1. коло       | Румеланж           | 9–0           | 5–1           | 14–1                  |
| 1975/76. | Куп победника купова | 2. коло       | Андерлехт          | 1–0           | 0–3           | 1–3                   |
| 1988/89. | Куп победника купова | 1. коло       | Металист Харков    | 2–0           | 0–4           | 2–4                   |
| 1991/92. | Митропа куп          | полуфинале    | Фођа               | 2–2 (4–2 пен) | 2–2 (4–2 пен) | 2–2 (4–2 пен)         |
| 1991/92. | Митропа куп          | финале        | ВШК Зулго          | 1–1 (5–3 пен) | 1–1 (5–3 пен) | 1–1 (5–3 пен)         |
| 2010/11. | Лига Европе          | 2. коло кв.   | Лозана             | 1–1           | 0–1           | 1–2                   |
| 2011/12. | Лига шампиона        | 2. коло кв.   | Макаби Хаифа       | 3–2           | 1–5           | 4–7                   |
| 2012/13. | Лига Европе          | 1. коло кв.   | Челик              | 2–2           | 1–1           | 3–3 (пгг)             |
| 2020/21. | Лига Европе          | 1. коло кв.   | Сутјеска           | 1–0           | —             | 1–0                   |
| 2020/21. | Лига Европе          | 2. коло кв.   | Рио Аве            | 0–2           | —             | 0–2                   |
| 2021/22. | Лига шампиона        | 1. коло кв.   | КФР Клуж           | 2–1           | 1–3           | 3–4                   |
| 2021/22. | Лига конференције    | 2. коло кв.   | Линфилд            | 0–0           | 0–4           | 0–4                   |
| 2022/23. | Лига конференције    | 1. коло кв.   | Б36 Торсхавн       | 2–0           | 1–3           | 3–3 (3–4 пен)         |
| 2023/24. | Лига конференције    | 2. коло кв.   | Аустрија Беч       | 0–1           | 1–2           | 1–3                   |
| 2024/25. | Лига шампиона        | 1. коло кв.   | Егнатија           | 1–0           | 1–2           | 2–2 (4–1 пен)         |
| 2024/25. | Лига шампиона        | 2. коло кв.   | ПАОК               | 0–1           | 2–3           | 2–4                   |
| 2024/25. | Лига Европе          | 3. коло кв.   | КИ Клаксвик        | 3–1           | 1–2           | 4–3                   |
| 2024/25. | Лига Европе          | плеј-оф       | Ференцварош        | 1–1           | 0–0           | 1–1 (2–3 пен)         |
| 2024/25. | Лига конференције    | лигашки део   | Панатинаикос       | 1–1           | —             | 20 од укупно 36 места |
| 2024/25. | Лига конференције    | лигашки део   | АПОЕЛ              | —             | 1–0           | 20 од укупно 36 места |
| 2024/25. | Лига конференције    | лигашки део   | Викингур Рејкјавик | —             | 0–2           | 20 од укупно 36 места |
| 2024/25. | Лига конференције    | лигашки део   | ЛАСК               | 2–1           | —             | 20 од укупно 36 места |
| 2024/25. | Лига конференције    | лигашки део   | Шамрок роверси     | —             | 0–3           | 20 од укупно 36 места |
| 2024/25. | Лига конференције    | лигашки део   | Омонија            | 0–0           | —             | 20 од укупно 36 места |
| 2024/25. | Лига конференције    | плеј-оф       | Олимпија Љубљана   | 1–0           | 0–0           | 1–0                   |
| 2024/25. | Лига конференције    | осмина финала | Рапид Беч          | 1–1           | 1–2           | 2–3                   |
| 2025/26. | Лига конференције    | 1. коло кв.   | Санта Колома       | 1–4           | 2–0           | 3–4                   |

## Играчи

### Састав тима у сезони 2024/25.
| Бр. |                     | Позиција | Играч             |
| --- | ------------------- | -------- | ----------------- |
| 21  | Босна и Херцеговина | Г        | Никола Ћетковић   |
| 12  | Босна и Херцеговина | Г        | Никола Грујић     |
| 1   | Босна и Херцеговина | Г        | Бојан Павловић    |
| 6   | Хрватска            | О        | Макс Јурај Ћелић  |
| 4   | Србија              | О        | Никола Пејовић    |
| 3   | Србија              | О        | Ранко Јокић       |
| 31  | Босна и Херцеговина | О        | Саво Шушић        |
| 2   | Босна и Херцеговина | О        | Слободан Ђекић    |
| 20  | Босна и Херцеговина | О        | Зоран Квржић      |
| 18  | Босна и Херцеговина | О        | Александар Субић  |
| 16  | Босна и Херцеговина | О        | Себастијан Херера |
| 7   | Босна и Херцеговина | О        | Дино Ћорић        |
| 29  | Србија              | С        | Василије Терзић   |

| Бр. |                     | Позиција | Играч           |
| --- | ------------------- | -------- | --------------- |
| 22  | Босна и Херцеговина | С        | Давид Чавић     |
| 24  | Босна и Херцеговина | С        | Јаков Благаић   |
| 8   | Србија              | С        | Стефан Фићовић  |
| 23  | Босна и Херцеговина | С        | Стојан Врањеш   |
| 31  | Босна и Херцеговина | С        | Саво Сушић      |
| 7   | Босна и Херцеговина | Н        | Ален Јуриљ      |
| 27  | Босна и Херцеговина | Н        | Енвер Кулашин   |
| 55  | Босна и Херцеговина | Н        | Дамир Хреља     |
| 17  | Босна и Херцеговина | Н        | Давид Вуковић   |
| 19  | Босна и Херцеговина | Н        | Јово Лукић      |
| 9   | Србија              | Н        | Милан Макарић   |
| -   | Босна и Херцеговина | С        | Стефан Марчетић |
| -   | Босна и Херцеговина | Н        | Moмчило Мркаић  |

### Идеалних 11
У акцији бањалучких новина Глас Српске одржаној 2006. године, некадашњи тренери, играчи и људи који су безмало цијели вијек провели уз Борац изабрали су „Идеалну једанаесторицу“ Борца:
- Маријан Јантољак
- Велимир Сомболац
- Ненад Гавриловић
- Милорад Билбија
- Атко Касумовић
- Момчило Спасојевић
- Зоран Смилески
- Александар Мастела
- Томислав Кнез
- Хуснија Фазлић
- Абид Ковачевић

## Дресови и опрема
| Период    | Произвођач опреме | Главни спонзор |
| --------- | ----------------- | -------------- |
| —2009     | NAAI              |                |
| 2010—2016 | NAAI              | м:тел          |
| 2016—2017 | Diadora           | м:тел          |
| 2017—2019 | Diadora           | Нова банка     |
| 2019—2020 | Келме             | Проинтер       |
| 2020—     | Келме             | м:тел          |